# Anton Kampuš
Anton Kampuš, slovenski poslovnež, izumitelj in politik, * 6. april 1947, Spodnja Ščavnica. 